# Ugo II di Saint-Omer
Ugo II di Saint-Omer, anche noto come Ugo II di Tiberiade (1150 circa – 1204), fu un cavaliere delle crociate e principe di Galilea e Tiberiade dal 1187 al 1204, sia pur solo nominalmente.

## Biografia
Ugo era il figlio primogenito di Gualtiero di Saint-Omer e di Eschiva di Bures. Dopo la morte del padre nel 1174, Eschiva si risposò con Raimondo III, conte di Tripoli, che succedette così a Gualtiero in qualità di principe di Galilea. Fatto prigioniero nella battaglia di Marj Ayyun combattuta contro Saladino nel giugno 1179, fu poi riscattato dalla madre. Nel luglio del 1182, guidò le forze di Tripoli nella battaglia di Belvoir (poiché Raimondo III era malato in quel momento), contribuendo ad assicurare una vittoria combattuta, ma non decisiva, sui musulmani.
Nel 1187, la battaglia di Hattin segnò la fine dell'esistenza del principato di Galilea e Raimondo di Tripoli morì poco dopo; Ugo succedette quindi al padre, ma detenendo soltanto di fatto il titolo. Sposò poi Margherita di Ibelin, figlia di Baliano di Ibelin, ma dal matrimonio non nacque alcun figlio. Il nobile viene menzionato dalle fonti in concomitanza della crociata tedesca del 1197, quando temendo dei disordini inviò le donne e i bambini suoi sudditi presso le fortezze presidiate dai Templari e dai Cavalieri Ospitalieri, suggerendo ai tedeschi di accamparsi all'esterno delle città. La notizia degli attacchi cristiani aveva frattanto suscitato l'ira dei saraceni, in particolare di Safedino, signore delle regioni colpite. Adducendo come motivo la necessità di fronteggiare il pericoloso nemico, Safedino «intimò ai parenti di dimenticare le proprie dispute e di unirsi a lui». I tedeschi stavano nuovamente attraversando i confini nemici, su iniziativa di Valerano III di Limburgo, quando seppero che Safedino stava organizzando un'offensiva con l'ausilio di rinforzi siriani e mesopotamici. Radunatisi ad ʿAyn Jālūt, nei pressi di Nazareth, i musulmani sembravano pronti a colpire Acri, ma furono dissuasi dalle forze che in tutta fretta riuscirono a radunare Ugo di Tiberiade ed Enrico II di Champagne.
Alla sua morte, avvenuta nel 1204, gli succedette il fratello Raul di Saint-Omer.
Il resoconto della sua prigionia da parte del Saladino fu d'ispirazione per Ordene de chevalerie, la prima storica opera incentrata sulla cavalleria.